# Rheumaptera sagittifera
Rheumaptera sagittifera là một loài bướm đêm trong họ Geometridae.